# Nationalpark Baritú

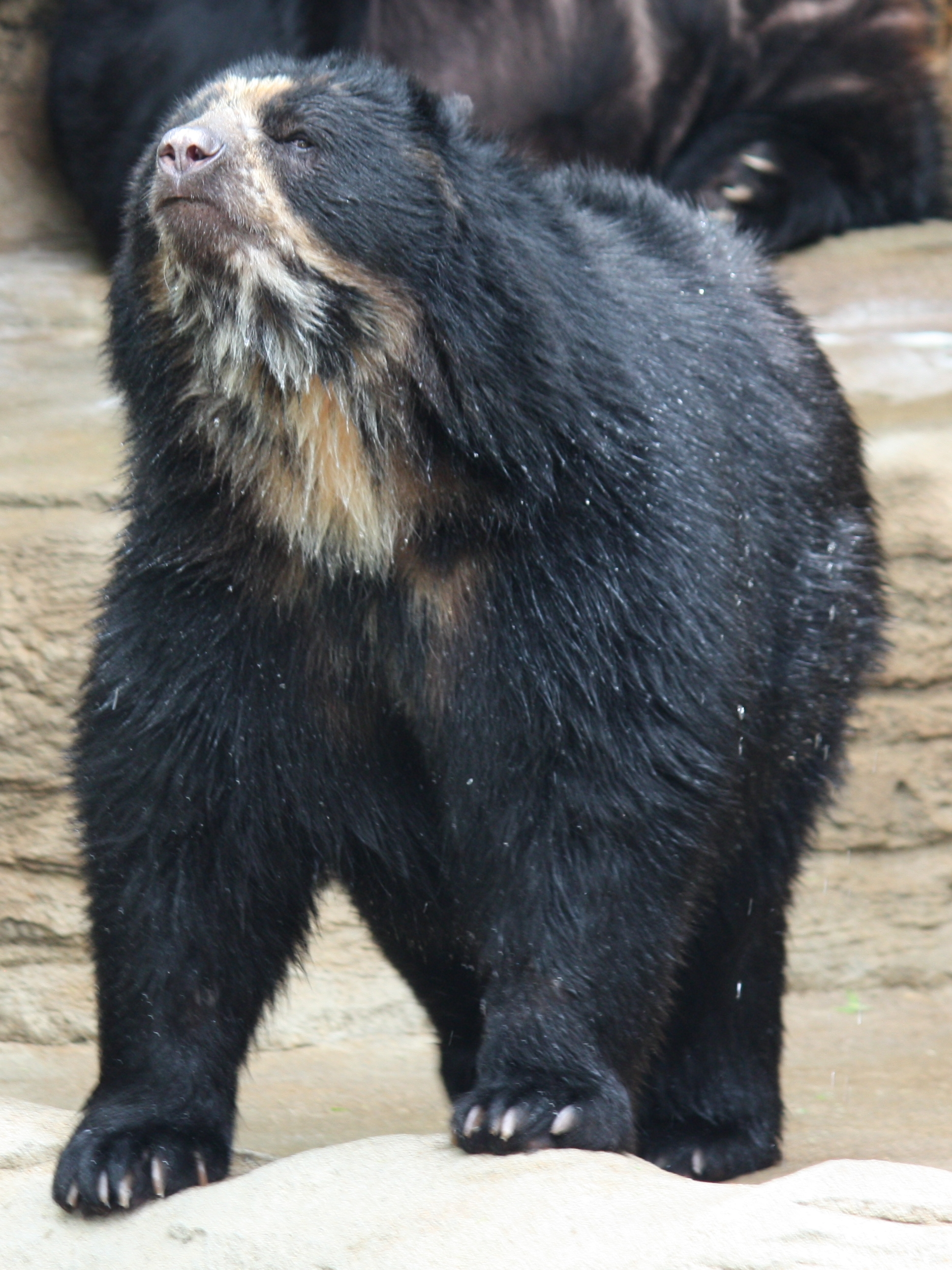

Der Nationalpark Baritú ist ein 1974 eröffnetes Naturschutzgebiet im Departamento Santa Victoria in der Provinz Salta in Argentinien. Es umfasst eine Fläche von 724 km² und befindet sich innerhalb des Biosphärenreservats des argentinischen Wolkenwaldes, auch „Yungas“ genannt. Das Gebiet besteht aus einer hügeligen Dschungellandschaft, in dem ein feuchtheißes subtropisches bis tropisches Klima mit jährlichen Niederschlägen von 900 bis 1300 mm vorherrscht. Der Park zeichnet sich besonders durch seinen hohen Artenreichtum aus.

## Zugang
Von Norden her kommt man zum Park über Los Toldos. Südöstlich befindet sich der unwegsame Zugang „Segundo Angosto del Río Pescado“, der von Aguas Blancas aus über den südlichen Teil der Ruta Provincial 19 erreicht werden kann. Südlich führt ein weiterer Zugang über Isla de Cañas.

## Infektionskrankheiten
In dem Gebiet kommen die Tropenkrankheiten Gelbfieber, Dengue, Leishmaniose und Malaria sowie das durch Nagetiere übertragene Hantavirus vor.